# Scrupocellaria harmeri
Scrupocellaria harmeri is een mosdiertjessoort uit de familie van de Candidae. De wetenschappelijke naam van de soort is voor het eerst geldig gepubliceerd in 1947 door Osburn.